# Илия Йовановски
Илия (Иле) Игески Йовановски – Цветан е югославски комунистически партизанин и народен герой на Югославия.

## Биография
Роден е през 1921 година в село Топлица. През 1939 година става член на Съюза на комунистическата младеж на Югославия. През 1940 година участва в Илинденската демонстрация в Прилеп, за която е арестуван. След 15 дни е освободен от затвора. Става член на Югославската комунистическа партия.
След окупирането на Югославия участва в събирането на оръжия за партизаните, както и на медицински и военни консумативи. През лятото на 1941 година получава повиквателна за участие в състава на българската армия. Йовановски се уговаря със секретаря на комитета в Прилеп да го скрие и докрая на войната основава партизански отряди. На 12 септември 1941 година се включва в първият партизански отряд, който е формиран в Селечката планина.
От 1942 година заминава за Преспа, тогава окупирана от италиански войски. Става член на първия Битолско-преспанския партизански отряд „Даме Груев“ в Преспа, който е формиран на 6 юни 1942 година. Също така става заместник-командир на батальон в Първа македонско-косовска бригада.
През есента на 1943 и пролетта на 1944 година Йовановски участва в боевете за защита на територията около Дебърца и Егейска Македония. На 2 август 1944 година става заместник-командир на Пета македонска ударна бригада. На 28 август 1944 година е убит в село Здуние, където унищожава български бункер отблизо.
Обявен е за народен герой на 2 август 1952 година.